# Hisham Abbas
Hisham Abbas es un cantante egipcio muy conocido por su canción "Habibi Da", también conocida como "Nari Narain."

## Biografía
Hisham Abbas nació el 12 de septiembre de 1963 en Shoubra, Egipto. Después de terminar la educación secundaria, recibió un diploma en ingeniería mecánica de la Universidad Estadounidense en El Cairo. Un tiempo después, decidió dedicarse profesionalmente a su hobby, la música.
Hisham dio su primer paso como cantante profesional cuando cantó como un miembro de "Americana Show" junto con su patrocinador en la banda "Aliaa Saleh" algunas de las mejores canciones árabes como "Halawet Shamsena", "Ala Remesh Oyonha", "El Wala Dah" ..... etc. Luego empezó en cooperación con Hameed El Shaery, y en ese período sacaron canciones como "Halal Aleik", "Allah Yesalem Halak", "Habetah", "Saea Leqalbak" .... etc.

## Discografía

### Álbumes de estudio
- Aamel Dagga (2019)
- Matbatalesh (2009)
- Ta'ala Gamby (2007)
- Sebha Tehebbak (2004)
- Gowwa F Alby (2002)
- Habibi Dah (2001)
- Kalam El Leil (1999)
- Shoufi (1999)
- Habaitha (1998)
- Ya Leila (1997)
- Gawabak (1996)
- Zay El Awel (1995)
- Hisham 95 (1995)
- Ard El Sharq (1994)
- Ta'ala (1994)
- Hisham (1992)
- Halah (1992)
- Fainoh
- Sahara

- Datos: Q1036918
- Multimedia: Hisham Abbas / Q1036918